# Zlatko Sudac
Zlatko Sudac (* 24. Januar 1971 in Rijeka, SFR Jugoslawien, heute Kroatien) ist ein römisch-katholischer Priester und Anhänger der Charismatischen Bewegung. Seit 2000 behauptet er, stigmatisiert zu sein, und bietet seitdem entgeltliche Glaubensseminare für seine Anhänger an.

## Werdegang
Zlatko Sudac verbrachte seine Kindheit in der Ortschaft Vrbnik auf Krk. Nach seiner Schulausbildung war Sudac eine Zeit
lang als Techniker im Maschinenbau in seinem Heimatort tätig. Neben seinem ausgeübten Beruf widmete er sich dem Theologiestudium an der Katholischen Fakultät von Rijeka. Sudac entschloss sich, römisch-katholischer Priester zu werden und wurde 1997 zum Diakon geweiht.
Das Theologiestudium setzte er an der Fakultät für Katholische Theologie in Zagreb fort, wo er 1998 diplomierte. Im selben Jahr wurde er zum Priester geweiht. Als Kaplan war Sudac in der Ortschaft Novalja auf der Insel Pag pastoral tätig. Angeblich sei dort 1999 bei ihm eine kreuzförmige Hautwunde an der Stirn erschienen. Weitere Wunden sollen sich an seinem Körper am Vorabend des 4. Oktober 2000 gebildet haben.

## Wirken als Prediger
Seit dem Auftreten der angeblichen Stigmata verstärkte Sudac seine Tätigkeit als Missionar und Prediger. Er begann, ausschließlich weiße Kleidung zu tragen und scharte Anhänger um sich. Die katholische Kirche in Kroatien reagierte sehr zurückhaltend auf diese Entwicklungen, zumal unter seinen Anhängern Gerüchte über vermeintliche Wunder im Zusammenhang mit seiner Person kursierten, die bis hin zu Levitation und Heilung durch Handauflegen reichen. Infolgedessen wurde Sudac seiner Ämter in Novalija enthoben. Daraufhin weitete Sudac seine Predigttätigkeit ab 2004 international aus. Seine Zielgruppe blieb dabei die kroatische Diaspora in Europa und in Übersee. Nach einer Zwischenstation in Italien wurde Sudac in Mali Lošinj Seelsorger im bischöflichen pastoralen Zentrum Betanija des Bistums Krk, wo er Glaubensseminare für eine geistige Erneuerung abhielt. Das Zentrum Betanija wurde 2010 geschlossen. Heute lebt er in einer katholischen Institution auf der Insel Lošinj. Seine Glaubensseminare setzt Sudac auch nach Schließung des bischöflichen Zentrums fort.

## Kritik
In seinen Predigten vertritt Sudac immer wieder auch kontroversielle politische Ansichten – die Verbindung zwischen Katholizismus und Nationalismus ist in Kroatien sehr eng. Sudac scheut auch Kontakte zum rechtsextremen Spektrum nicht, was mitunter zu Kontroversen rund um seine Auftritte führte. Bei seinen Messen betete er immer wieder für damals vor dem Internationalen Strafgerichtshof für das ehemalige Jugoslawien wegen mutmaßlicher Kriegsverbrechen angeklagte Militärangehörige. 2014 kam es im Vorfeld von Seminaren in Deutschland zu Konflikten innerhalb der lokalen (kroatischsprachigen) Gemeinden. An das Erzbistum Köln wurden anonyme Hinweise herangetragen, wonach Sudac in Begleitung eines rechtsextremen Musikers auftreten werde. Eine Veranstaltung in Siegen musste daraufhin von der dortigen Kirche in eine Halle verlegt werden. Ein Auftritt in Ennepetal fand trotz Bedenken seitens des Bistums Essens wie geplant statt.